# Muggsy Spanier
Francis Joseph 'Muggsy' Spanier (Chicago, 9 november 1901 - Sausalito, 12 februari 1967) was een Amerikaanse jazzmuzikant (trompet, kornet).

## Biografie
Zijn bijnaam Muggsy (to mug = beroven) kreeg hij waarschijnlijk naar aanleiding van de schijnbaar gekopieerde eigenaardigheden van Louis Armstrong en Joe 'King' Oliver, volgens andere inlichtingen uit zijn jeugdige bewondering voor de honkbalspeler Muggsy McGraw. Zijn eerste echte baan als muzikant had hij in 1921 in de band van Elmer Schoebel. In 1927 speelde hij met de Chicago Rhythm Kings met Frank Teschemacher, Mezz Mezzrow, Gene Krupa en Eddie Condon. In 1929 voegde hij zich bij de band van Ted Lewis, waarin ook Jimmy Dorsey en Benny Goodman speelden. Hij werkte ook mee in de twee films Is Everybody Happy (1929) en Here Comes the Band (1935). Vanaf 1936 speelde hij met de band van Ben Pollack en in de studioband The Rhythm Wreckers, die in september 1937 met September in the Rain een hit hadden in de Billboard-hitlijst. Gezien zijn zware alcoholprobleem, dat hem destijds bijna het leven had gekost, eindigde de verbintenis bij Pollack in 1938.
Zijn comeback maakte hij in 1939 met de formatie van de Muggsy Spanier's Ragtime Band, waarin onder andere George Brunies speelde. In 1940 volgden uiteindelijk enkele optredens in New York met Max Kaminsky, Miff Mole, Brad Gowans, George Brunies, Rod Cless en anderen, die ook leidden tot de beroemde opname Jamsession at Commodore. Ongeveer gelijktijdig (1939-1940) ontstonden de door vele jazzfans als klassiek vermeldenswaardige opnamen met Sidney Bechet, waarbij de beide leadspelers alleen met gitaar en bas werden begeleid. Van 1941 tot 1943 speelde Spanier met zijn eigen Dixieland Big Band, waarmee hij onder contract stond bij Decca Records. Tot zijn muzikanten behoorde ook de trombonist Vernon Brown. In februari 1943 lukte hem met zijn niet lang bestaande bigband zijn enige hit in de Billboard top 30 met het door Harry James in 1939 tot Two O'Clock Jump bewerkte One O'Clock Jump van Count Basie.
Daarna (1944 tot 1948) speelde hij grotendeels in New York in kleine bands. Ten slotte ging hij van 1949 tot 1957 met zijn eigen sextet met onder andere Darnell Howard, Floyd Bean, Ralph Hutchinson en Truck Parham op een uitgebreide Amerikaanse tournee.
Ongeveer in 1957 vestigde hij zich in San Francisco en speelde hij tot aan zijn dood samen met de pianist Earl Hines in verschillende combo's. In 1960 was hij in Europa, onder andere bij de Essener jazzdagen en in Frankfurt am Main. In 1964 trad hij op tijdens het Newport Jazz Festival, maar moest daarna wegens gezondheidsklachten de optredens beëindigen.

## Overlijden
Muggsy Spanier overleed in februari 1967 op 65-jarige leeftijd.